# Awarengrab
Ein Awarengrab ist eine archäologische Grab-Fundstelle, welche dem Historiker Aufschlüsse über die Awaren und deren Zeit geben kann. Durch schriftliche Überlieferung sind nicht viel mehr als zehn Awaren namentlich bekannt, wohingegen nach Schätzung des ungarischen Archäologen István Bóna (1930–2001) über 50.000 Awarengräber in über 2.000 Fundstellen ergraben wurden.
Aus den oft reichhaltigen Gräbern lassen sich aus den Bestattungsriten, Beigaben auch von Lebensmitteln, Spuren von Krankheit und Verletzungen und weiteren Befunden eine Vielzahl von Schlüssen ziehen. Bedeutende Krieger wurde mit ihrer reichen Tracht und ihren Waffen bestattet, oftmals sogar mit ihren Pferden. Dabei wurden die Pferde öfters am Grab verbrannt und die Reste mitbestattet, ähnlich häufig wurde aber auch das ganze Pferd begraben. Den Frauen wurde ihr oft reicher Schmuck mit ins Grab gegeben.

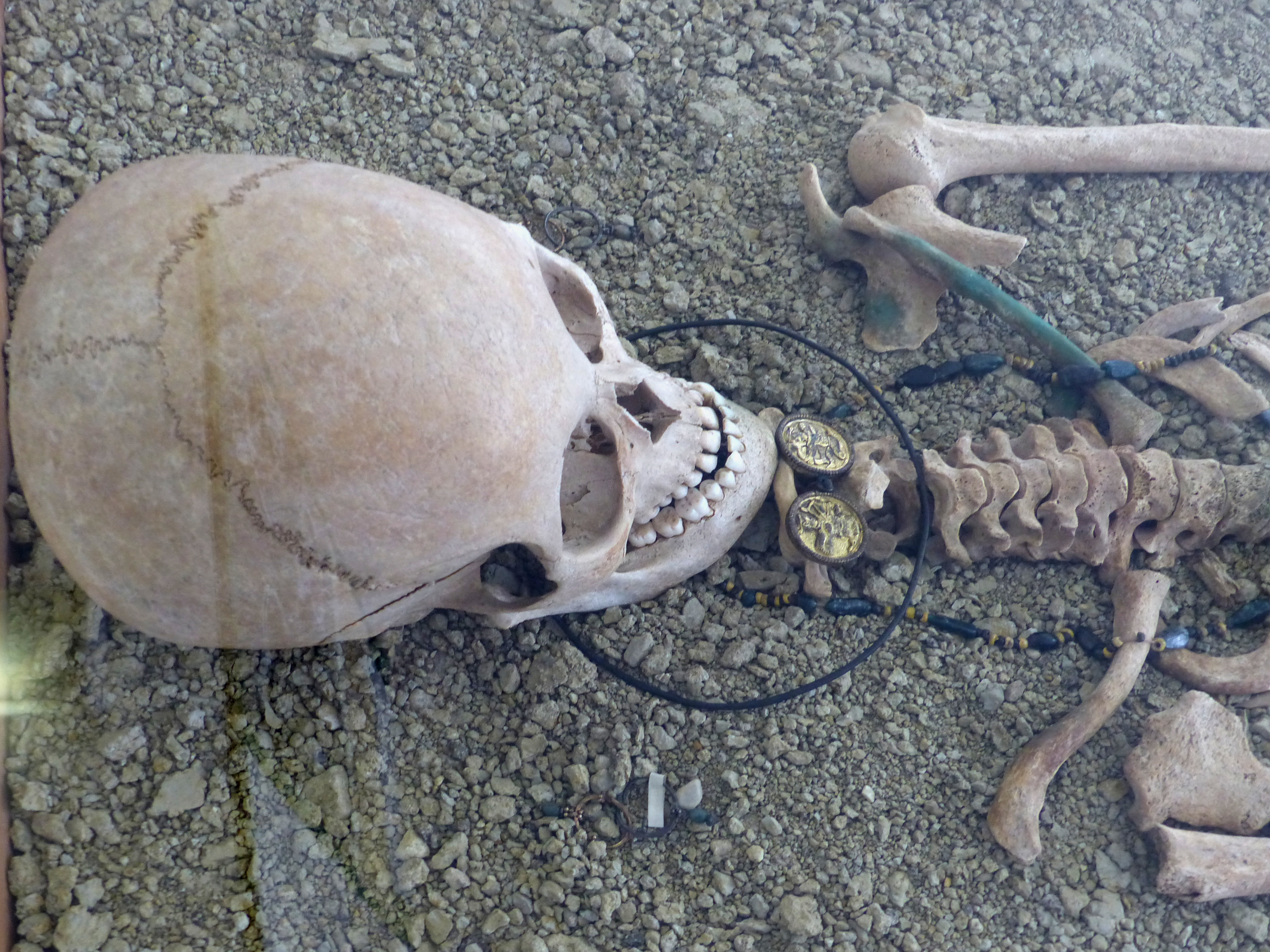
Awarengrab in Mödling (Goldene Stiege)

In der Frühzeit waren die Gräber in ost-westliche Richtung orientiert, wahrscheinlich auf den Sonnenaufgang zu. Später änderte sich die Orientierung ohne sichtlichen Grund in südöstlich-nordwestliche Richtung. Hierzu wurde seitens der Archäologen und Historiker eine Vielzahl an Theorien erstellt, ohne dass es bisher zu einer Einigung auf eine plausible Erklärung kam.
Den europäischen Awaren war die Körperbestattung gemeinsam. In der Frühzeit wurden die Toten meist in Särge gelegt. Je nach sozialem Stand reichte der Aufwand von Baumsärgen in großen, tiefen Gruben, welche den Eindruck einer liebevoll als Wohnraum eingerichtete Ruhestätte machen, bis hin zu einfachen Brettersärgen, die nur mäßig tief vergraben wurde. Den Toten wurden auch verschieden große Fleischbeigaben mit auf die letzte Reise gegeben. Die Gräber wurden mit oberirdischen Zeichen versehen.
Eine Bestattung in Kurganen zusammen mit Frauen und Sklaven wie bei den Türken oder Bulgaren ist bei den Awaren nicht nachweisbar. Manche Gräber weisen auf schamanistische Praktiken hin.